# Carla Barber
Carla Barber García, conocida como Carla Barber (n. Las Palmas de Gran Canaria, 18 de mayo de 1990) es médico y modelo española, Miss España 2015.

## Biografía

### Médica
Carla Barber se licenció en medicina por la Universidad de Las Palmas de Gran Canaria. Posteriormente comenzó la especialidad de cirugía plástica, estética y reparadora en Alemania, en el Hospital Eduardus, (Eduardus-Krankenhaus) la cual no terminó. Por lo que decide realizar un máster de Medicina Estética en la Universidad de Alcalá. En 2017 abrió su propia Clínica de estética en Gran Canaria.
Actualmente, Carla Barber trabaja en Medicina Estética y Antienvejecimiento, ejerce su profesión de médico entre Madrid, Las Palmas de Gran Canaria y Valencia, donde se encuentran sus tres clínicas. Es miembro del Colegio Oficial de Médicos de Madrid. En abril de 2019 es expulsada de la Sociedad Española de Medicina Estética tras ser amonestada por vulneración del código deontológico

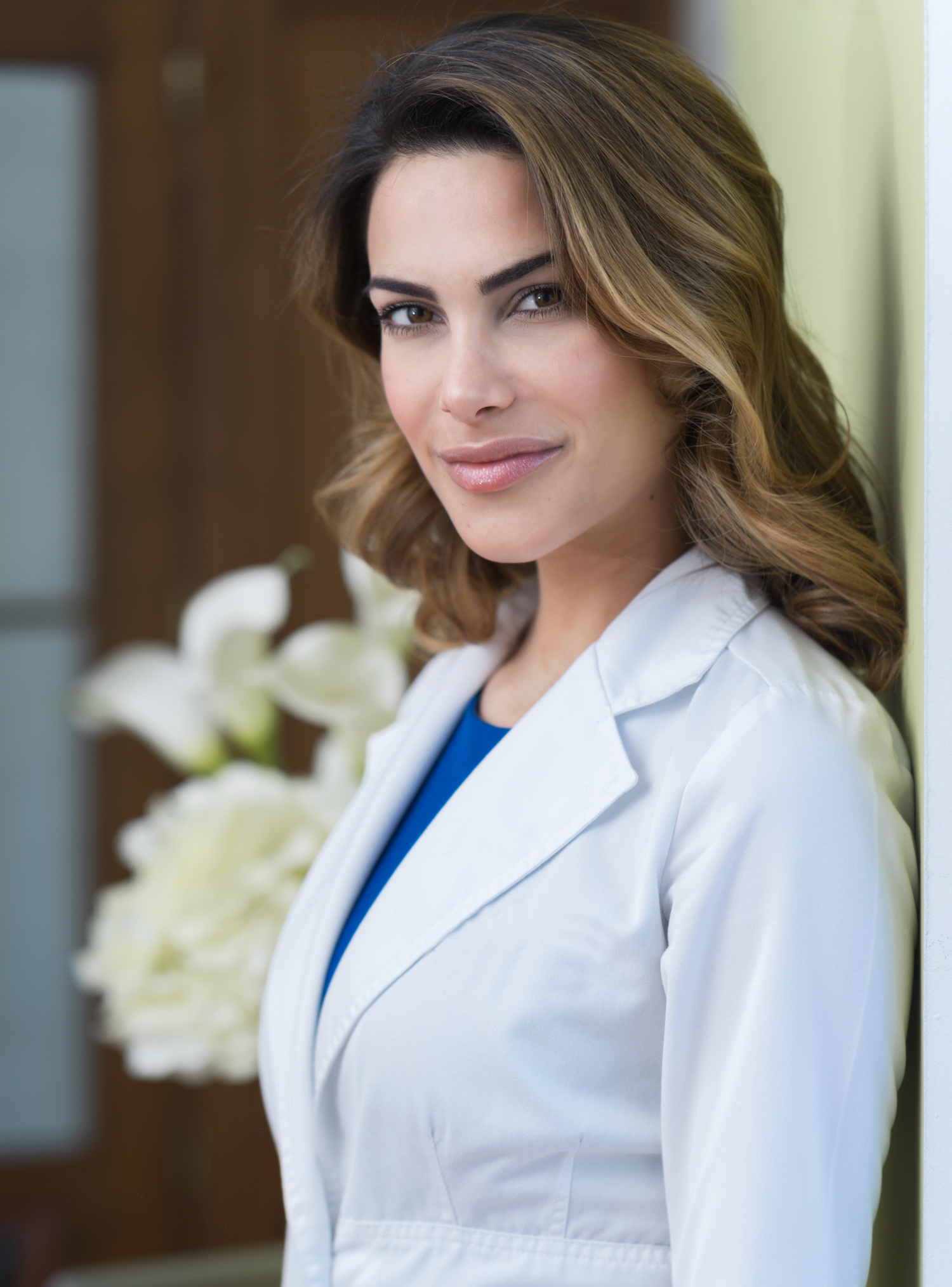
Barber con su bata sanitaria.

### Modelo
En 2010 optó a ser Miss España después de ser coronada como Miss Las Palmas, pero acabó como finalista tras ser ganada por Paula Guilló. Un año más tarde optó a ser Miss Mundo 2011, pero acabó en último lugar.
En 2015 volvió a optar por el título de Miss España y en esta ocasión acabó como vencedora. Tras eso, intentó hacer lo propio en Miss Universo 2015, pero no lo consiguió.

### Televisión
En abril de 2016 se anunció su fichaje como concursante de la nueva edición de Supervivientes, convirtiéndose en la novena expulsada del concurso en su primera nominación tras 68 días en el concurso, siendo así, también, la concursante femenina que consiguió ganar más pruebas de líder, que fueron tres.

## Vida privada
Carla mantuvo una relación sentimental durante dos años con el jugador de la selección española Álvaro Morata. Tras dos meses de matrimonio, se divorcia del doctor colombiano Camilo Esquivel, con quien estaba casada desde el 2018. Posteriormente ha mantenido una relación con Diego Matamoros. Tiene dos hijos, Bastián (2022) y Bosco (2023) fruto de una relación fugaz con un empresario francés

## Polémicas
Pese a ser licenciada en Medicina, en al menos dos ocasiones ha originado sendas polémicas por sus dudosas recomendaciones en lo que a medicamentos se refiere. 
En 2019, aseguró en su cuenta de Instagram (que supera el millón de seguidores, si bien no está confirmado que se trate de cuentas reales no compradas) que el paracetamol es un antiemético (es decir, un medicamento que evitaría los vómitos). Así mismo, recomendaba el consumo de isotretinoína, un principio activo que debe someterse a un severo control dermatológico, "para que la piel esté bien, más luminosa y más joven". Todo esto le trajo un bochornoso episodio con farmacéuticos que, acertadamente, la corrigieron.

## Certámenes de belleza
| Año  | Título               | Notas        |
| ---- | -------------------- | ------------ |
| 2010 | Miss Las Palmas 2010 | Ganadora     |
| 2010 | Miss España 2010     | Finalista    |
| 2011 | Miss Mundo 2011      | No elegida   |
| 2015 | Miss España 2015     | Ganadora     |
| 2015 | Miss Universo 2015   | No clasificó |

## Televisión
| Año  | Título              | Cadena    | Notas                   |
| ---- | ------------------- | --------- | ----------------------- |
| 2016 | Supervivientes 2016 | Telecinco | 9.ª expulsada (68 días) |